# Santa Maria de Talamanca
Santa Maria de Talamanca és una església romànica del municipi de Talamanca (Bages) inclosa en l'Inventari del Patrimoni Arquitectònic de Catalunya.

## Descripció

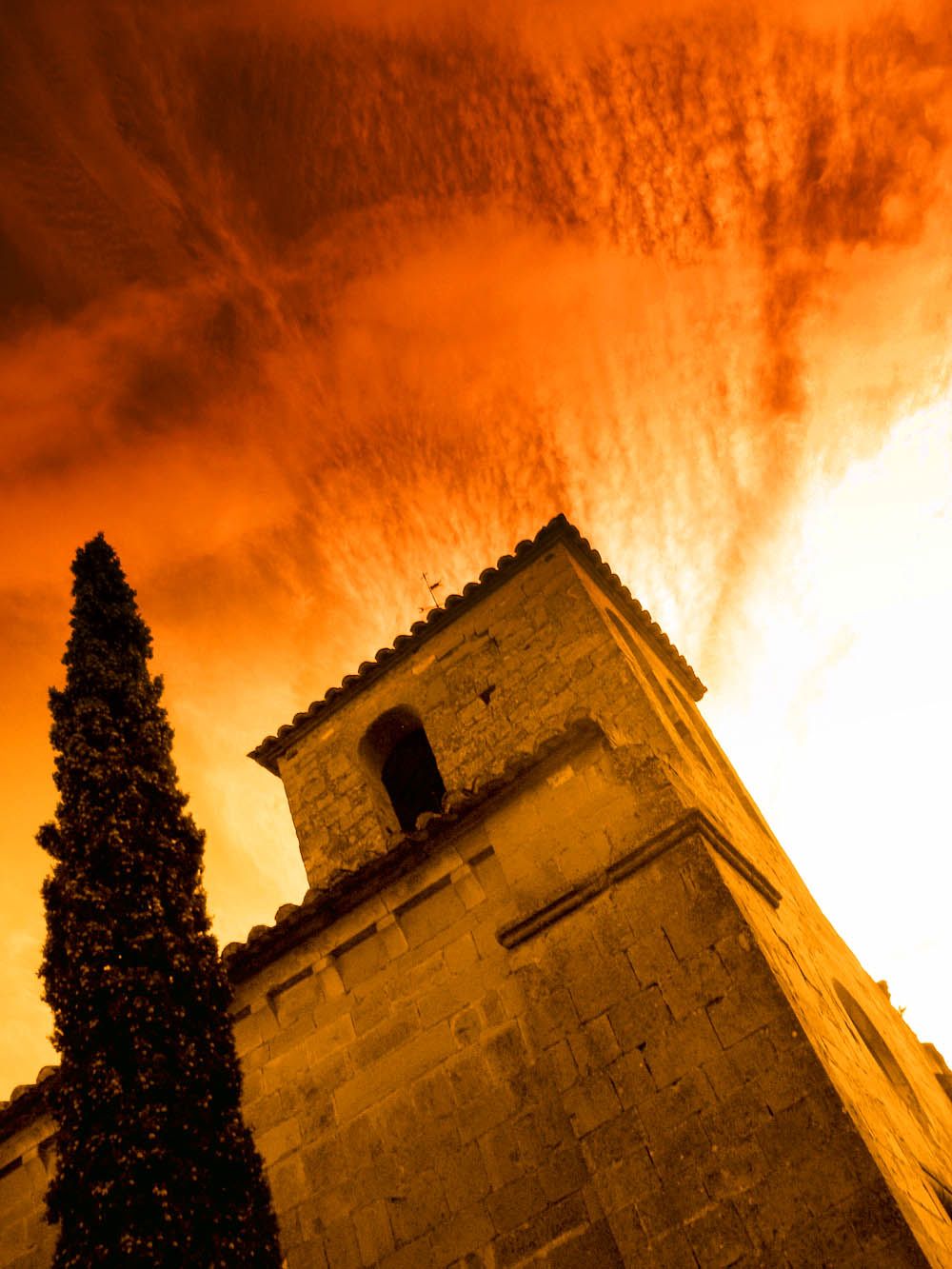
Santa Maria de Talamanca.

### Exterior
És un edifici romànic de finals del segle xii. La seva planta originàriament era d'una única nau de creu llatina. S'amplià amb dues capelles de forma que l'església prengué un pla basilical de tres naus. Un absis semicircular tanca pel cantó oriental la construcció. La nau principal és coberta amb volta de canó reforçada amb arcs torals. L'absis és cobert amb volta de quart d'esfera i ornamentat amb arcuacions cegues i finestral de triple arcada.
L'aparell és obrat a base de carreus ben tallats i col·locats en filades. Als cantons de l'edifici hi ha contraforts que contribueixen a donar solidesa a l'església. El campanar és de tipus torre, tot i que originàriament era d'espadanya. La decoració exterior és molt simple: cal destacar la portalada, amb els capitells decorats amb motius vegetals, i l'absis. La portalada és senzilla, sòbria i elegant.
Estructura en doble arc de mig punt dovellat en degradació. Cal destacar a l'intradós dels arcs una arquivolta treballada amb entrellaçats de vímet que es recolza sobre unes columnes llises amb basaments i capitells de temàtica vegetal. Sobre els capitells hi ha una imposta ornamentada també amb fulles. el capitell de la derta presenta dos nivells de fulles i volutes que es cargolen cap a l'exterior. el capitell de l'esquerra, malgrat tenir el mateix tema, no presenta la mateixa flexibilitat que l'anterior. Les fulles del primer pis no es corben cap a l'exterior i les del segon pis ho fan molt tènuement.

### Interior
A l'interior, destaca la coberta de volta de mig punt reforçada amb dos arcs torals de la nau central. El sepulcre de Berenguer de Talamanca està situat dins un arcosoli al creuer del temple. Cal diferenciar dues parts: el vas on hi ha les despulles i la tapa. El primer presenta en la part frontal sis escuts gòtics penjats per la corretja, amb els símbols de la família excepte en el del mig on hi ha una inscripció funerària.
A la tapa de doble vessant, trobem l'estàtua jacent del finat. Recolza el cap sobre un coixí i els peus sobre un petit animal. Porta una túnica fina a mitja cama i la cota de malla lleugerament més curta. Té els braços creuats sobre l'estómac i aquests embolcallen l'espasa de cavaller amb l'escut al pom. Només queda al descobert una cara ovalada d'ulls tancats, en actitud d'etern repòs.

## Història
L'edifici actual és de finals del segle xii i fou consagrat cap al 1183, perquè en aquest any es documenta una donació de cent sous per la dedicació del temple. Amb anterioritat hi havia una construcció més antiga, esmentada ja al segle xi, però que fou substituïda per l'actual, de finals del segle xii.
Al segle xviii es feren ampliacions, de forma que l'església passà a tenir una nau a tenir-ne tres, tot i que les laterals són més curtes. S'afegiren aleshores les capelles del Roser, Sant Joan i Sant Isidre.
Pel que fa a la portalada, la comparació del capitell de l'esquerra amb alguns dels del claustre de l'Estany permeten confirmar la datació dins l'últim quart del segle xii que pot coincidir perfectament amb la de 1183, any de la consagració del temple.
En Berenguer de Talamanca pertanyia a la família dels Cavallers de Talamanca documentats des del s. XII. Morí el 1325 i la seva dona Blanca li feu construir una tomba a l'interior de l'església.